# Alchemilla lydiae
Alchemilla lydiae är en rosväxtart som beskrevs av Zam.. Alchemilla lydiae ingår i släktet daggkåpor, och familjen rosväxter. Inga underarter finns listade i Catalogue of Life.